# Shriya Saran

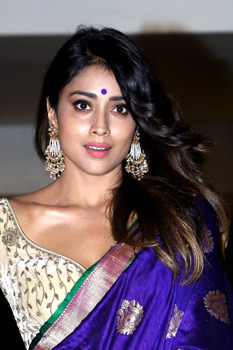
Shriya Saran, 2019

Shriya Saran (Hindi श्रिया सरन; * 11. September 1982 in Dehradun, Uttarakhand in Indien) ist eine indische Schauspielerin, die Filme in Telugu, Malayalam, Tamilisch, Hindi und Englisch dreht.
Eine ihrer ersten Rollen war in der auf Hindi gedrehten Fernsehserie Amma and Family, dort spielte sie eine Tochter in einer muslimischen Familie. 2001 übernahm sie in dem Telugu-Film Ishtam ihre erste Hauptrolle. Danach folgten zunächst mehrere Telugu-Spielfilme, anschließend begann sie auch in Hindi-Filmen und tamilischen Filmen mitzuspielen. Besonders erfolgreich war sie mit den Filmen Tagore, Arjun, Sivaji, die neben der Originalfassung auch jeweils in mehrere indische Sprachen synchronisiert wurden.
2008 drehte sie mit Bei Anruf Liebe – The Other End Of The Line ihren ersten US-amerikanischen Film. In dieser romantischen Komödie spielt sie eine junge indische Angestellte, die in Mumbai bei einem Telefonservice für amerikanische Kunden arbeitet. Während ihre Eltern ihre Verlobung planen, entwickelt sie romantische Gefühle für einen ihrer Kunden und beschließt, auf eigene Faust und ohne Wissen ihrer Familie und ihres Verlobten nach San Francisco zu fliegen, um ihn dort zu treffen.
Im Januar 2008 wurde Shriya Saran in Tamil Nadu von der Hindu Makkal Katchi (HMK) wegen des Tragens unsittlicher Kleidung angezeigt. Anlass war ihr Auftritt bei den Silver-Jubilee-Feierlichkeiten für ihren Film Sivaji: The Boss, dort trug sie ein kurzgeschnittenes Kleid, das nach Auffassung der HMK eine Beleidigung hinduistischer Kultur darstellte. Ähnliche Vorwürfe wurden von HMK auch gegen ihre Schauspielerkolleginnen Kushboo Sundar und Mallika Sherawat erhoben. Shriya Saran veröffentlichte später eine an Tamilen und Hindus gerichtete Entschuldigung, in der sie ihr zu den Feierlichkeiten getragenes Kleid als einen Fehler bezeichnete und betonte, dass sie einen großen Respekt vor den Traditionen und der Kultur Tamil Nadus habe.
Am 12. März 2018 heiratete Saran ihren russischen Freund Andrei Koscheev in einer privaten Zeremonie in Mumbai.

## Filmografie (Auswahl)
- 2001: Ishtam
- 2002: Santosham
- 2002: Chennakeshava Reddy
- 2002: Nuvve Nuvve
- 2003: Tujhe Meri Kasam
- 2003: Neeku Nenu Naaku Nuvvu
- 2003: Tagore
- 2003: Ela Cheppanu
- 2003: Ennaku 20 Unnaku 18
- 2004: Nenunnanu
- 2004: Thoda Tum Badlo Thoda Hum
- 2004: Arjun
- 2004: Shukriya: Till Death Do Us Apart
- 2005: Mazhai
- 2005: Naa Alludu
- 2005: Sadaa Mee Sevalo
- 2005: Soggadu
- 2005: Subhash Chandra Bose
- 2005: Mogudu Pellam O Dongodu
- 2005: Balu ABCDEFG
- 2005: Chatrapathi
- 2005: Bhageeratha
- 2005: Bommalata
- 2006: Devadasu (Gastauftritt)
- 2006: Game (Gastauftritt)
- 2006: Boss (Gastauftritt)
- 2006: Thiruvilayadal Arambam
- 2007: Munna (Gesangsnummer)
- 2007: Arasu (Cameo)
- 2007: Sivaji: The Boss
- 2007: Awaarapan
- 2007: Tulasi (Gastauftritt)
- 2007: Azhagiya Tamil Magan
- 2008: Indiralohathil Na Azhagappan
- 2008: Mission Istanbul
- 2008: Bei Anruf Liebe – The Other End Of The Line
- 2009: Ek – The Power of One
- 2009: Thoranai
- 2009: Thiruvilayadal arambam
- 2009: Kanthaswamy/Mallanna
- 2009: Cooking with Stella
- 2010: Kutty
- 2010: Don Seenu
- 2010: Uthama puthiran
- 2010: Chikku Bukku
- 2011: Rowthriam
- 2012: Raja Pattai (Gastauftritt bei einem Lied)
- 2012: Life Is Beautiful
- 2012: Midnight’s Children
- 2013: Pavitra
- 2014: Chandra
- 2014: Manam
- 2015: Gopala Gopala
- 2015: Drishyam
- 2017: Gautamiputra Satakarni
- 2017: Anbanavan Asaradhavan Adangadhavan
- 2017: Paisa Vasool
- 2018: Gayatri
- 2018: Phamous
- 2019: NTR: Kathanayakudu